# Sam Bowie
Samuel Paul Bowie, detto Sam (Lebanon, 17 marzo 1961), è un ex cestista statunitense, professionista nella NBA.

## Carriera

### High school
Ha giocato alla Lebanon High School con grande successo registrando una media di oltre 28 punti e 18 rimbalzi a partita, ed ha vinto numerosi premi collegiali tra cui McDonald's All-American e Parade All-American. Al primo anno ha condotto la sua squadra alla finale di stato, dove però hanno perso per un punto dalla Schenley High School di Pittsburgh. È stato nominato giocatore dell'anno davanti ad un altro futuro centro NBA, Ralph Sampson che tuttavia, durante una sfida dimostrativa tra le loro squadre denominata "Battaglia dei Giganti", sconfisse pesantemente Bowie sia in partita sia nel confronto a distanza.

### College
A partire dalla stagione 1979-80 giocò per l'università del Kentucky ottenendo come freshman 12 punti e otto rimbalzi a partita. Alla fine di quella stagione, Bowie è stato scelto per la squadra olimpica che avrebbe dovuto partecipare alle Olimpiadi di Mosca 1980, ma gli Stati Uniti boicottarono la manifestazione. La stagione seguente lo vide aumentare le sue cifre a 17 punti e nove rimbalzi a partita, alla fine della stagione, fu inserito nel terzo quintetto del NCAA Basketball All-American. La sua carriera universitaria fu interrotta da gravi problemi alla tibia che gli impedirono di giocare i successivi due campionati universitari. Tornato in tempo per la stagione 1983-84, ebbe una media di 10 punti e nove rimbalzi a partita venendo così inserito nel secondo quintetto del torneo NCAA. Durante la sua stagione da senior, il suo eroismo in una partita contro la rivale Louisville ha valso un posto sulla copertina di Sports Illustrated.

### NBA
Venne scelto come seconda scelta al draft NBA 1984 dai Portland Trail Blazers dietro ad Hakeem Olajuwon ma prima di Michael Jordan, considerato il più forte giocatore della storia di questo sport, e di tanti futuri campioni quali Charles Barkley e John Stockton in uno dei migliori draft di sempre. Anni dopo la ESPN definì Bowie "La peggiore scelta della storia della NBA" e Sports Illustrated "Il più grande bidone di sempre" in un elenco del 2005, sostenendo che le squadre non dovrebbero prendere un giocatore a seconda delle necessità attuali, ma per il suo effettivo potenziale.
Bowie non era privo di talento, la sua carriera universitaria fu di buon profilo ed era considerato un centro di valore, ma in carriera subì moltissimi infortuni, a cui era fortemente soggetto fin dai tempi del college.
Durante la stagione da rookie, Bowie giocò 76 partite con una media di 10 punti e 8,6 rimbalzi a partita, guadagnando un posto nel NBA All-Rookie Team. Tuttavia gli infortuni gli consentirono di giocare solo 63 partite nelle successive tre stagioni, disputandone solo cinque nella stagione 1986-87 e saltando completamente quella 1987-88.
Nel giugno 1989 Bowie, che aveva una media di 10,5 punti a partita, venne scambiato con i New Jersey Nets in cambio di Buck Williams. Le quattro stagioni a New Jersey furono le migliori con una media di 12,8 punti e 8,2 rimbalzi a partita senza perdere mai più di 20 incontri a stagione. Nel 1993 passò ai Los Angeles Lakers allora in un periodo di crisi dove, dopo due anni molto travagliati, si ritirò dal basket professionistico.
Nel corso della sua carriera ha avuto una media di 10,9 punti, 7,5 rimbalzi e 1,78 stoppate a partita, 45,2% dal campo e 30,2% da tre, totalizzando in 11 anni di carriera 5.564 punti, 3845 rimbalzi e 1075 assist.

## Statistiche

### College
| Anno      | Squadra           | PG | PT | MP   | TC%  | 3P% | TL%  | RP  | AP  | PRP | SP  | PP   |
| --------- | ----------------- | -- | -- | ---- | ---- | --- | ---- | --- | --- | --- | --- | ---- |
| 1979-1980 | Kentucky Wildcats | 34 | 33 | 26,1 | 53,1 | -   | 76,4 | 8,1 | 0,8 | 0,4 | 2,1 | 12,9 |
| 1980-1981 | Kentucky Wildcats | 28 | 28 | 32,0 | 52,0 | -   | 72,0 | 9,1 | 1,4 | 0,6 | 2,9 | 17,4 |
| 1983-1984 | Kentucky Wildcats | 34 | 34 | 28,8 | 51,6 | -   | 72,2 | 9,2 | 1,9 | 0,6 | 1,9 | 10,5 |
| Carriera  | Carriera          | 96 | 95 | 28,8 | 52,2 | -   | 73,5 | 8,8 | 1,4 | 0,5 | 2,3 | 13,4 |

### NBA

#### Regular Season
| Anno      | Squadra             | PG  | PT  | MP   | TC%  | 3P%  | TL%  | RP   | AP  | PRP | SP  | PP   |
| --------- | ------------------- | --- | --- | ---- | ---- | ---- | ---- | ---- | --- | --- | --- | ---- |
| 1984-1985 | Portland T. Blazers | 76  | 62  | 29,2 | 53,7 | -    | 71,1 | 8,6  | 2,8 | 0,7 | 2,7 | 10,0 |
| 1985-1986 | Portland T. Blazers | 38  | 34  | 29,8 | 48,4 | -    | 70,8 | 8,6  | 2,6 | 0,6 | 2,5 | 11,8 |
| 1986-1987 | Portland T. Blazers | 5   | 5   | 32,6 | 45,5 | -    | 66,7 | 6,6  | 1,8 | 0,2 | 2,0 | 16,0 |
| 1988-1989 | Portland T. Blazers | 20  | 0   | 20,6 | 45,1 | 71,4 | 57,1 | 5,3  | 1,8 | 0,4 | 1,7 | 8,6  |
| 1989-1990 | N.J. Nets           | 68  | 54  | 32,5 | 41,6 | 32,3 | 77,6 | 10,1 | 1,3 | 0,6 | 1,8 | 14,7 |
| 1990-1991 | N.J. Nets           | 62  | 51  | 30,9 | 43,4 | 18,2 | 73,2 | 7,7  | 2,4 | 0,7 | 1,5 | 12,9 |
| 1991-1992 | N.J. Nets           | 71  | 61  | 30,7 | 44,5 | 32,0 | 75,7 | 8,1  | 2,6 | 0,6 | 1,7 | 15,0 |
| 1992-1993 | N.J. Nets           | 79  | 65  | 26,5 | 45,0 | 33,3 | 77,9 | 7,0  | 1,6 | 0,4 | 1,6 | 9,1  |
| 1993-1994 | L.A. Lakers         | 25  | 7   | 22,2 | 43,6 | 25,0 | 86,7 | 5,2  | 1,9 | 0,2 | 1,1 | 8,9  |
| 1994-1995 | L.A. Lakers         | 67  | 10  | 18,3 | 44,2 | 18,2 | 76,4 | 4,3  | 1,8 | 0,3 | 1,2 | 4,6  |
| Carriera  | Carriera            | 511 | 349 | 27,6 | 45,2 | 30,2 | 74,8 | 7,5  | 2,1 | 0,5 | 1,8 | 10,9 |

#### Play-off
| Anno     | Squadra             | PG | PT | MP   | TC%  | 3P%  | TL%  | RP  | AP  | PRP | SP  | PP   |
| -------- | ------------------- | -- | -- | ---- | ---- | ---- | ---- | --- | --- | --- | --- | ---- |
| 1985     | Portland T. Blazers | 9  | 9  | 28,8 | 44,1 | -    | 56,0 | 8,4 | 2,3 | 0,4 | 2,3 | 7,3  |
| 1989     | Portland T. Blazers | 3  | 1  | 22,3 | 42,9 | 50,0 | 75,0 | 6,7 | 1,0 | 0,0 | 2,3 | 10,3 |
| 1992     | N.J. Nets           | 4  | 4  | 28,0 | 42,4 | 50,0 | 66,7 | 4,8 | 2,3 | 0,8 | 0,8 | 9,3  |
| 1993     | N.J. Nets           | 3  | 3  | 23,7 | 44,4 | -    | 100  | 4,0 | 0,7 | 2,0 | 0,3 | 3,3  |
| 1995     | L.A. Lakers         | 10 | 0  | 13,5 | 26,7 | -    | 100  | 3,3 | 0,3 | 0,1 | 0,9 | 2,1  |
| Carriera | Carriera            | 29 | 17 | 22,2 | 40,3 | 50,0 | 67,3 | 5,5 | 1,3 | 0,5 | 1,4 | 5,7  |

## Palmarès
- McDonald's All-American Game (1979)
- NCAA AP All-America Second Team (1984)
- NCAA AP All-America Third Team (1981)
- NBA All-Rookie First Team (1985)